# Claus Schenk von Stauffenberg
Claus Philipp Maria Schenk Graf von Stauffenberg (Jettingen (Beieren), 15 november 1907 – Berlijn, 21 juli 1944) was een Duits edelman uit het geslacht (Schenk von) Stauffenberg. Tijdens het naziregime was hij kolonel en verzetsstrijder, die in samenwerking met anderen een bomaanslag pleegde op de Duitse dictator Adolf Hitler. De aanslag mislukte en Von Stauffenberg werd gearresteerd en geëxecuteerd.

## Achtergrond
Graf von Stauffenberg was een telg uit een vooraanstaand adellijk, katholiek geslacht in Beieren. Zijn ouders waren Alfred Klemens Philipp Friedrich Justinian en Caroline Schenk Gräfin von Stauffenberg. Voor Von Stauffenbergs geboorte hadden zij al de tweeling Berthold en Alexander gekregen. Ruim twee jaar later werden Von Stauffenberg zelf en zijn tweelingbroer Konrad Maria geboren. De graaf voelde zich aangetrokken tot literatuur. Toch begon hij traditiegetrouw aan een militaire carrière.
Hij was sinds 26 september 1933 gehuwd met Nina Freiin von Lerchenfeld (1913-2006). Samen hadden ze vijf kinderen: Berthold (1934), Heimeran (1936), Franz-Ludwig (1938), Valerie (1940) en Konstanze (1945).
Toen Hitler in 1933 aan de macht kwam, stond Von Stauffenberg aanvankelijk positief tegenover het nieuwe regime. Hij meende dat de nationaalsocialistische politiek goed voor Duitsland zou zijn. Maar hij keerde zich al snel tegen de radicale ideeën van Hitler. Hij realiseerde zich wat de Duitse expansiepolitiek in Oost-Europa zou meebrengen. Hij voorzag ook de nadelige gevolgen voor Duitsland van een oorlog met West-Europa. Bovendien kon hij zich niet verenigen met de nazipolitiek aangaande de Joden. Na de Reichskristallnacht van 9 november 1938 distantieerde hij zich van de nazi's en koos hij in het geheim de kant van het verzet. Ondertussen maakte hij snel carrière in het leger.
Als officier van de Wehrmacht deed hij mee aan de Poolse Veldtocht, de Slag om Frankrijk en Operatie Barbarossa (de aanval op de Sovjet-Unie). In 1943 diende hij in het roemruchte Afrikakorps van Rommel. Bij een beschieting door geallieerde jachtbommenwerpers op 7 april 1943 verloor hij zijn linkeroog, rechterhand en twee vingers van zijn linkerhand.
In de loop van de oorlog groeide zijn weerzin tegen de praktijken van de nazi's. Daardoor kwam hij terecht in kringen van officieren die een einde aan het regime van Hitler wilden maken. Alle pogingen tot dan toe om hem uit de weg te ruimen mislukten.

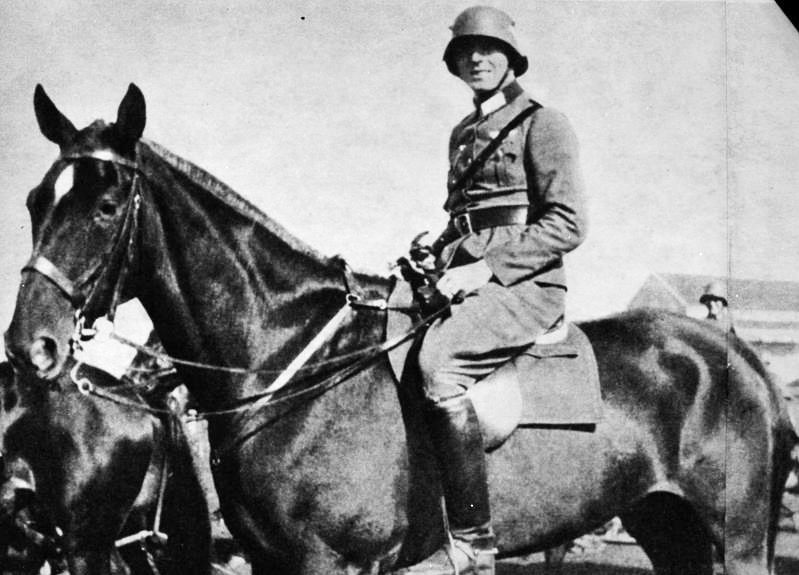
Stauffenberg in het 17. (Bayerisches) Reiter-Regiment (Reichswehr) in Bamberg, 1926

## Vooroorlogse twijfels
Hoewel von Stauffenberg akkoord ging met een aantal nationalistische standpunten van de nazi's, vond hij vele aspecten van hun ideologie weerzinwekkend. Hij werd nooit lid van de partij. Bovendien bleef von Stauffenberg een praktiserend katholiek. De Katholieke Kerk had het Rijksconcordaat ondertekend in 1933, het jaar dat Hitler en de nazipartij aan de macht kwamen. Von Stauffenberg aarzelde tussen een sterke persoonlijke afkeer van Hitlers beleid en respect voor wat hij als 'het militaire inzicht van Hitler' zag. Vanuit zijn religieuze achtergrond had hij sterke morele bezwaren tegen de systematische onderdrukking van Joden in Duitsland.

## De aanslag op Hitler

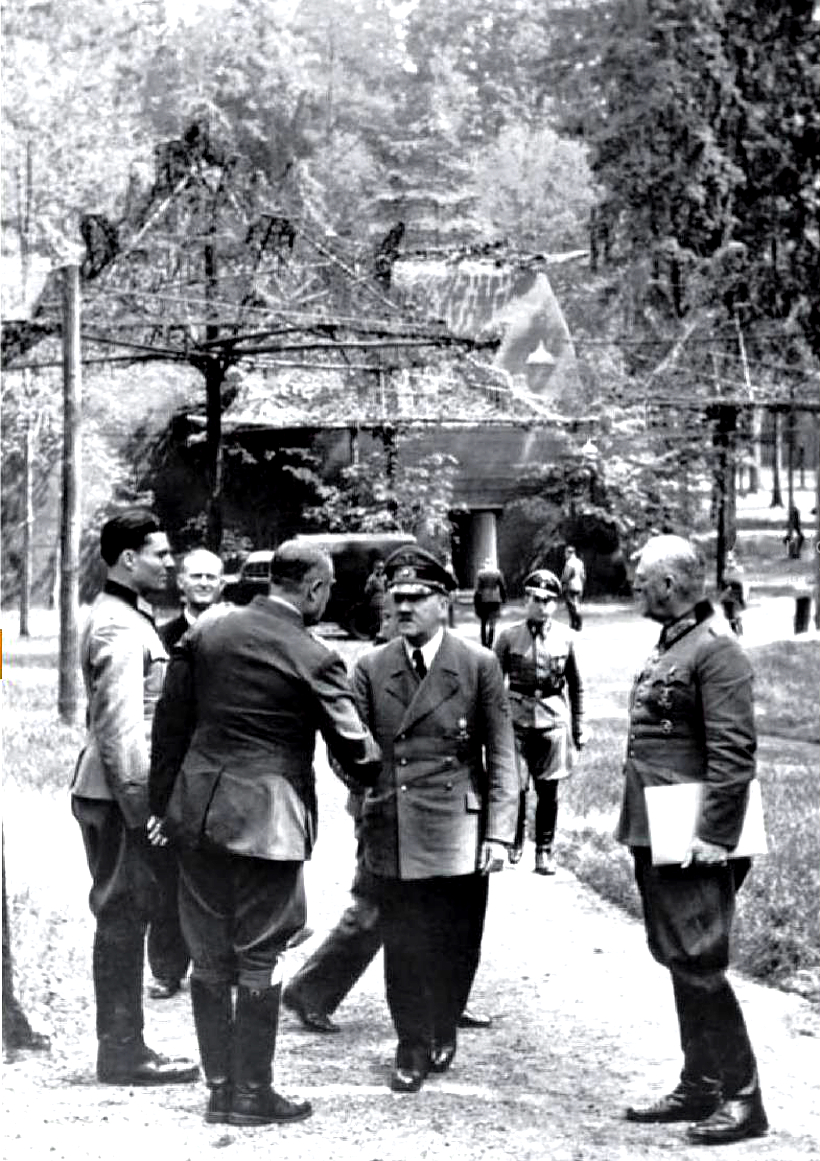
Von Stauffenberg (geheel links) op de Wolfsschanze (15 juli 1944)

In samenwerking met enkele collega-officieren (onder wie Henning von Tresckow, Friedrich Olbricht en Fritz-Dietlof von der Schulenburg) steunde von Stauffenberg vanaf 1942 burgerlijke actiegroepen, zoals de Kreisauer Kreis rond Helmuth James Graf von Moltke en Peter Graf Yorck von Wartenburg. Hij werd daarmee een belangrijk middelpunt van het ondergronds verzet in Duitsland. Samen met anderen beraamde en coördineerde hij diverse plannen om Hitler om te brengen. Er waren al verscheidene scenario's voorbereid die bewaard werden in onder andere Parijs, Berlijn en Wenen, in afwachting van het juiste moment om ze uit te voeren. Het bleek echter heel moeilijk om een goede gelegenheid te vinden. Een aanslag met een paar vliegtuigbommen mislukte en begin 1944 rolde de Duitse geheime politie bovendien de Kreisauer Kreis gedeeltelijk op. Ook in december 1943 mislukte de aanslag op Hitler bij de presentatie van zijn nieuwe uniformen, doordat een Britse luchtaanval alle uniformen vernielde. Nadat von Stauffenberg als stafchef van de 10e Pantserdivisie in april 1943 zwaargewond was geraakt in Tunesië en net aan de dood ontsnapte, pakte hij het verzetswerk weer op. Op 20 juli 1944 was het uiteindelijk zover. Von Stauffenberg zou zelf de aanslag op Hitler uitvoeren, tijdens een militaire stafbespreking in het hoofdkwartier de Wolfsschanze bij Rastenburg in Oost-Pruisen. Dit was een enorm groot en goed beveiligd bunkercomplex.
De aanslag mislukte echter door een aantal oorzaken. De kolonel kon slechts één springlading activeren en zette de aktetas met daarin een tijdbom onder de kaartentafel, waarover de officieren en ook Hitler gebogen stonden. De tafel was van zeer dik, stevig hout gemaakt. Bovendien vond de vergadering niet plaats in een solide betonnen bunker, maar in een bovengrondse ruimte waarin ook veel hout was verwerkt en stonden (vanwege de warmte) de ramen open.
Nadat de kolonel de tas met de bom bij Hitler op de grond had neergezet, maakte hij zich snel uit de voeten met het excuus naar Berlijn te moeten bellen. Hij liep langs de telefonist naar een wachtende auto en samen met zijn medeplichtigen wist hij alle wachtposten te passeren, op weg naar een vliegveld vanwaar hij naar Berlijn vloog. Daar zou hij de onvermijdelijke opstand en machtsovername in Berlijn en Parijs leiden. De bomexplosie was onderweg nog hoorbaar geweest en Von Stauffenberg en de zijnen meenden dat de aanslag gelukt was.
De bom ontplofte inderdaad kort na zijn vertrek, en Hitler raakte wel gewond, maar niet ernstig. Vier officieren werden gedood. In Von Stauffenbergs afwezigheid had een van de aanwezigen waarschijnlijk de tas per ongeluk doen omvallen en op een andere plaats neergezet, vermoedelijk verder onder de beschermende tafel achter een dikke tafelpoot. De barak werd vernield, maar de schokgolf had te weinig kracht om alle aanwezigen te doden.
Doordat Hitler de aanslag overleefde en al vrij snel op de radio was te horen, mislukten de pogingen om in Berlijn de macht over te nemen.
Onmiddellijk na de aanslag gaf Hitler aan Heinrich Himmler de opdracht de oorzaak van de explosie te vinden. Nog diezelfde dag werden de samenzweerders overmeesterd in hun kantoor aan de Bendlerstrasse in Berlijn, waarbij Von Stauffenberg in de schouder werd geschoten bij een vuurgevecht in de gangen van het kantoor. Zijn directe baas, generaal Friedrich Fromm, improviseerde een krijgsraad. Ze werden ter dood veroordeeld en het vonnis werd dezelfde dag nog uitgevoerd. Von Stauffenberg, stafchef kolonel Mertz von Quirnheim, chef Allgemeines Heeresamt Olbricht en Von Stauffenbergs adjudant Von Haeften werden de avond van 21 juli in het licht van koplampen van enkele militaire voertuigen doodgeschoten. Adjudant Von Haeften sprong voordat Von Stauffenberg geëxecuteerd werd voor de kogel, waarbij de adjudant hem in de ogen keek voordat hij om het leven kwam. Daarna was Von Stauffenberg aan de beurt, met als laatste woorden "Heil das heilige Deutschland!", waarmee hij wees naar het doel van de coup, namelijk Berlijn overnemen, vrede sluiten met de geallieerden, en het voorkomen van de totale destructie van Europa. Ludwig Beck werd gedwongen met een pistool zelfmoord te plegen, hetgeen tot twee keer toe mislukte, waarna een Feldwebel hem doodschoot. Andere (vermeende) samenzweerders werden in showprocessen door onder anderen Roland Freisler veroordeeld (onder wie Von Stauffenbergs broer Berthold) of pleegden zelfmoord (Tresckow en Rommel).
De laatste woorden van Von Stauffenberg zouden volgens sommige bronnen Es lebe unser heiliges Deutschland! (Lang leve ons heilige Duitsland!) zijn geweest.

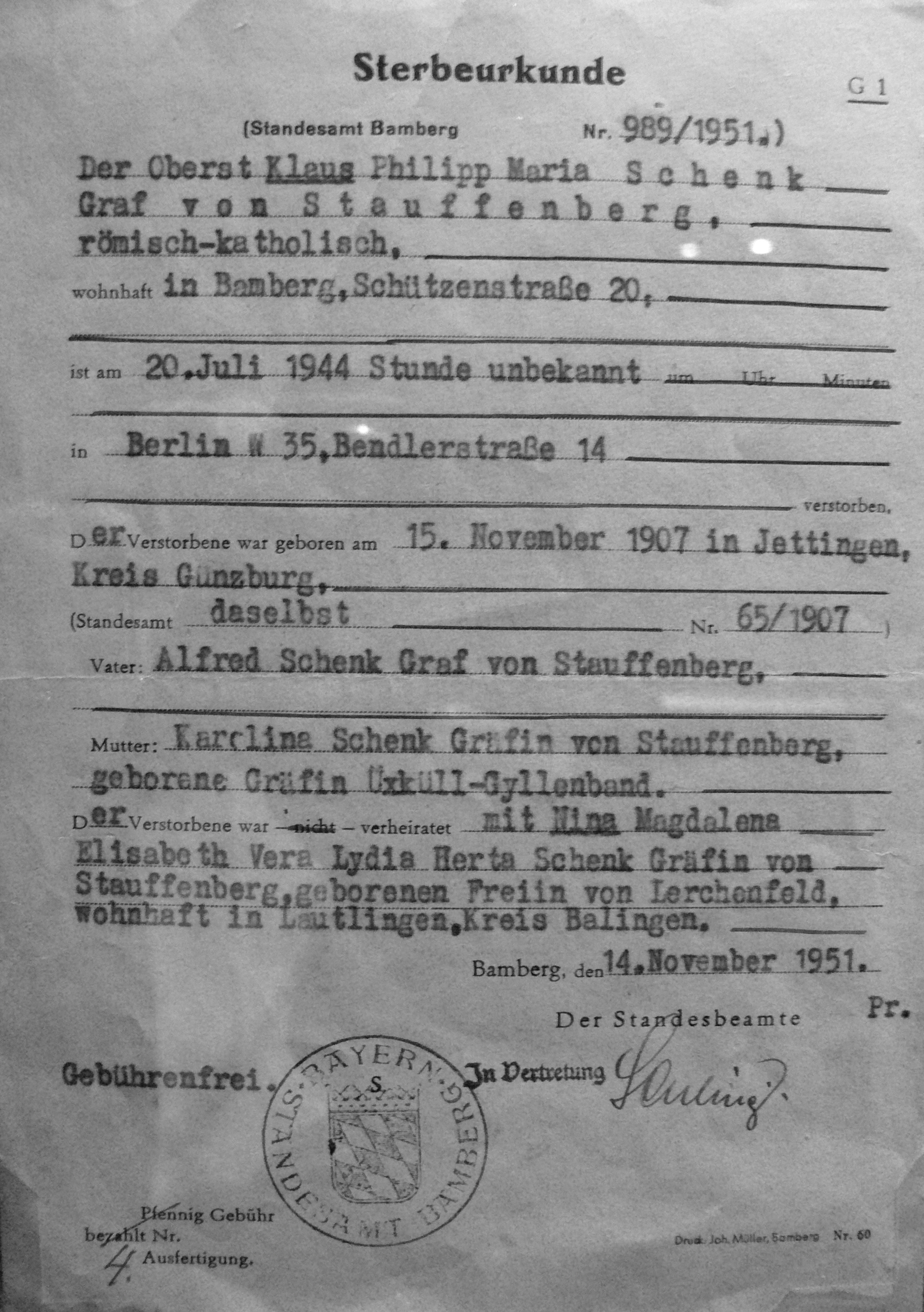
Overlijdensakte van Claus Schenk Graf von Stauffenberg, geëxecuteerd op 20 juli 1944; certificaat van de stad Bamberg, geschreven in 1951

De lijken werden de volgende dag inclusief uniform en onderscheidingen begraven, en later in opdracht van Himmler opgegraven en verbrand. Gedurende de daaropvolgende dagen werden ongeveer tweehonderd medeverdachten door snelrecht veroordeeld en terechtgesteld.
Een rechtstreeks gevolg van de mislukte aanslag was tevens dat Hitler het reguliere leger niet langer vertrouwde en dat organen zoals de SS, de SD en de Gestapo nóg meer macht kregen.
Voor velen is graaf Von Stauffenberg een icoon geworden van het verzet tegen het naziregime. Na de oorlog is op de plaats waar hij een dag na de aanslag werd terechtgesteld, de tuin van het toenmalige oorlogsministerie in Berlijn, een museum ingericht. De Bendlerstrasse is hernoemd tot Stauffenbergstrasse en in het museum is een permanente tentoonstelling ingericht, met meer dan 5000 foto's en documenten, die het werk van de verschillende verzetsorganisaties tijdens het Hitler-regime tonen. Op de binnenplaats, waar de executie plaatsvond, staat nu een bronzen beeld van een man met samengebonden handen.

## Militaire loopbaan
- Fahnenjunker-Gefreiter: 18 augustus 1927[4]
- Fahnenjunker-Unteroffizier: 15 oktober 1927[4]
- Fähnrich: 1 augustus 1928[4][5]
- Oberfähnrich: 1 augustus 1929[4]
- Leutnant: 1 januari 1930[4][5]
- Oberleutnant: 1 mei 1933[4][5]
- Rittmeister: 1 januari 1937[4][5]
- Hauptmann i. G.: 1 november 1939[4]
- Major i.G.: 1 januari 1941[4][5]
- Oberstleutnant i. G.: 1 januari 1943[4]
- Oberst i.G.: 1 april 1944[4][5]

## Decoraties
- Rijksinsigne voor Sport in brons

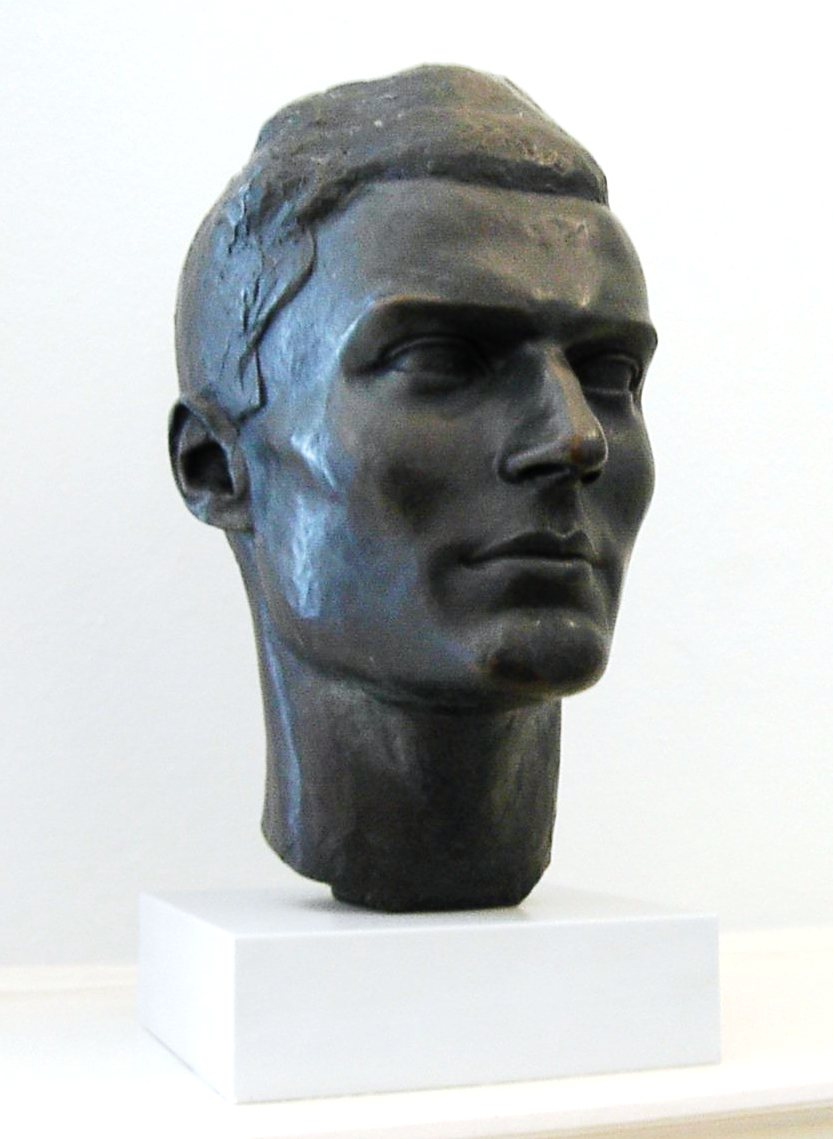
Buste van Claus Schenk von Stauffenberg

- Dienstonderscheiding van Leger en Marine voor (12 dienstjaren) op 2 oktober 1936[4]
- IJzeren Kruis 1939, 1e Klasse (31 mei 1940[4]) en 2e Klasse
- Orde van Moed en Vertrouwen, der Eerste Klasse op 25 oktober 1941[4]
- Orde van het Vrijheidskruis, 3e Klasse met Zwaarden[4]
- Gewondeninsigne 1939 in goud,[4]
- Italiaans-Duitse Herinneringsmedaille aan Afrika op 20 april 1943[4]
- Duitse Kruis in goud op 8 mei 1943 als Oberstleutnant in Generalstab 10. Panzer-Division, Heer[4][6]
- Anschlussmedaille